# Donne nelle guerre della storia moderna (1500-1699)
La guerra attiva nel corso della storia è stata soprattutto una questione affidata agli uomini, ma anche le donne vi hanno spesso svolto un loro ruolo, finanche in combattimento. Per quel che riguarda le donne governati di un regno che conducevano una campagna militare era un caso comune, quelle donne che invece hanno partecipato attivamente a una guerra sono state relativamente rare.
La seguente lista di donne nelle guerre della storia moderna si riferisce a figure importanti e di primo piano durante il periodo che va dal 1500 al 1699.

## Cronologia

### 1500-1550
- Inizio del XVI secolo: un rapporto di Cristoforo Colombo afferma di avere fatto sparare contro arcieri indigeni femminili. I militari che accompagnano nei loro viaggi Francisco de Orellana, Francisco Pizarro e Rodrigo de Bastidas riportano la notizia che in tutta l'America Latina le donne combattono al fianco degli uomini. Maria Candalaria conduce una rivolta contro gli invasori europei[1].
- Prima metà del XVI secolo: Idia, madre di Esigie nonché Oba-sovrana del Benin, viene descritta come una grande guerriera e riceve molta considerazione da parte del figlio per l'invasione e la conquista del territorio degli Igala[2].
- XVI secolo: gli esploratori portoghesi riferiscono l'esistenza di un gruppo di donne guerriere nel territorio congolese le quali allevavano e facevano crescere in qualità di combattenti solamente le figlie femmine. La costa dell'Angola resiste alla penetrazione portoghese sotto la guida della regina Anna Nzinga[1].
- XVI secolo: viene fondato il sikhismo[3], tra i cui principi fondamentali vi è anche l'uguaglianza dei sessi[4], la qual cosa si può estendere fino a permettere alle donne di partecipare ai combattimenti e alle guerre (tra loro figurano Mai Sukhan e Mai Bhago)[5].
- 1501: Cristina di Sassonia detiene il comando della città di Stoccolma, durante una ribellione degli svedesi nei confronti dei danesi[6].
- 1502: Anne Rud diventa la prima pornoattrice e pornostar di tutta la attuale europa
- 1505: Ingeborg Tott difende il suo feudo, il Castello di Häme in Finlandia, contro l'attacco perpetrato da parte di un altro nobile feudatario[7].
- 1511: secondo i racconti popolari Gertruid Bolwater difende Venlo durante l'assedio da parte dell'imperatore Massimiliano I d'Asburgo[8].
- 1511-13: Gunilla Bese, vedova del governatore della fortezza di Vyborg, difende il suo territorio conto i russi[9].
- 1513: Caterina d'Aragona agisce come reggente per Enrico VIII d'Inghilterra e partecipa alla battaglia di Flodden Field rivestita di tutto punto con un'armatura[10].
- 1513-15: Quilago, regina del Cochasquí in Ecuador, difende la sua zona d'influenza contro l'espansione dell'Impero Inca.
- 1520: Christina Gyllenstierna diventa il leader e comandante della difesa di Stoccolma e del territorio circostante durante la guerra scoppiata tra la Danimarca e la Svezia[11].
- 1520: la nobile svedese Anna Eriksdotter (Bielke) comanda la città di Kalmar in luogo del suo sposo morto durante la guerra che si protrae tra la Danimarca e la Svezia[12].
- 1520: le donne partecipano attivamente alla difesa della città svedese di Kalmar contro i danesi. Nella sua famosa cronaca datata 1555 Olao Magno fa notare brevemente che durante la difesa delle mura cittadine i suoi abitanti di sesso femminile hanno partecipato con coraggio alla sua difesa, proprio come se fossero degli uomini[13].
- 1520: la nobildonna Barbro Stigsdotter aiuta il ribelle svedese e futuro re Gustavo I di Svezia a sfuggire alla cattura da parte dei danesi e viene quindi salutata come un'eroina di guerra in tutta la Svezia[14].
- 1521: María Pacheco Padilla difende la città di Toledo, in Spagna, per sei mesi dopo che il marito è caduto in battaglia[15].
- 1521-23: la badessa Anna Leuhusen partecipa al traffico segreto svoltosi dentro e fuori della città di Stoccolma durante la guerra di liberazione svedese[16].
- 1530-99: la regina Rani Abbakka della dinastia Chowta e regnante sulle parti costiere del Karnataka denominate Tulu Nadu in India, combatte contro l'esercito portoghese.
- 1536-73: regno di Amina, sovrana dell'impero Hausa situato tra il fiume Niger e il lago Ciad; conduce personalmente un esercito di oltre 20.000 soldati.
- 1539-40: Gaitana dei Páez conduce i popoli indigeni della Colombia in una resistenza armata contro gli occupanti spagnoli[17].
- 1541: Inés de Suárez, giunta nelle americhe alla ricerca del marito, finisce per combattere a fianco di Pedro de Valdivia in Cile.
- 1541: Gaspar de Carvajal, frate missionario dei domenicani, invia un rapporto in cui afferma di essere stato attaccato da una banda di donne armate durante un suo viaggio in Brasile.
- 1543: secondo i racconti popolari Caterina Segurana difende in armi la città di Nizza, in Francia, contro la flotta turca del sultano Solimano il Magnifico.
- 12 febbraio 1545: le donne scozzesi combattono nella battaglia di Ancrum Moor; tra di loro vi si trova Lilliard, da cui il monumento di Lilliard prenderà il nome[18].
- 1546: Isabel Madeira, Isabel Fernandes, Catarina Lopes e Isabel Dias, aiutano nella difesa delle mura della città durante l'assedio di Diu nel territorio dell'India portoghese[19].
- 1547: in Scozia Mariotta Haliburton difende e negozia la resa del castello di Hume.
- 1548: la regina Thai Sri Suriyothai, insieme con la principessa Tepastri, si dirige in battaglia in groppa a elefanti di guerra a fianco del re Maha Chakkraphat contro gli invasori birmani[20].
- 1548-80: periodo di tempo probabile per il regno della malese Siti Wan Kembang[21], mentre altri documenti ipotizzano che possa essere vissuta nel XIV secolo. Secondo la leggenda entrava in battaglia con una spada sguainata al comando di un gruppo militare composto esclusivamente da donne.

### 1550-1599
- 1558: in Scozia Janet Beaton marcia alla testa di un partito armato composto da duecento membri del suo clan nel "Kirk of St. Mary of the Lowes" lungo il fiume Yarrow, dove fece abbattere le porte della cittadina nel tentativo di catturare Sir Peter del clan rivale Cranstoun[22].
- 1559-60: in Scozia Maria di Guisa conduce gli eserciti francesi contro la riforma scozzese di stampo protestante e incita le donne a combattere durante l'assedio di Leith.
- 1562-66: Maria Stuarda conduce e guida gli eserciti ufficiali contro diverse ribellioni della casta nobiliare, tra cui il cosiddetto "Raid Chaseabout" del 1565.
- 1564: la regina indiana Rani Durgawati conduce le sue forme militari contro l'esercito del moghul, ma viene sconfitta.
- 1569: Margot Delaye perde un braccio mentre lotta a Coligny, durante l'assedio di Montélimar. Una statua con un braccio solo venne eretta in suo onore[23].
- 1569: Jane Howard, contessa di Westmorland, ha in gran parte contribuito con le proprie truppe alla rivolta dei papisti.
- 1569: Brita Olofsdotter, vedova del soldato Nils Simonsson, serve nelle truppe finlandesi della cavalleria svedese in Livonia; dopo la sua uccisione avvenuta nel campo di battaglia il re Giovanni III di Svezia diede l'ordine di pagare uno stipendio alla sua famiglia[24].
- 1569: lady Agnes Campbell, sposata con Turlough Luineach O'Neill, capitano del clan O'Neill nell'Ulster, condusse le sue truppe scozzesi contro le forze di occupazione inglese.
- 1571: Una donna italiana partecipa come membro dei marinai alla battaglia di Lepanto vestita come un maschio[25].
- 1572: per difendere la città durante l'assedio di Haarlem da parte delle truppe spagnole, Kenau Simonsdochter Hasselaer (1526-88) aiutò attivamente le forze olandesi mettendo a disposizione la sua azienda di legno. Il racconto popolare narra che elle portò un gruppo di donne in aiuto della città.
- 1572: Maria van Schooten partecipa alla difesa durante l'assedio di Haarlem nella guerra degli ottant'anni, muore in combattimento e le viene concesso un funerale militare; si crede sia stata una delle donne condotte da Kenau[26].
- 1573: Trijn Rembrands presumibilmente partecipa alla difesa della città durante l'assedio di Alkmaar da parte delle truppe spagnole[27].
- 1576: l'esploratore portoghese Pero de Magalhães Gândavo riporta che alcune donne indigene Tupinamba del nord-est del Brasile "rinunciano a tutte le loro funzioni femminili cercando di imitare in tutto e per tutto gli uomini... tagliandosi i capelli nello stesso modo e andando in guerra con archi e frecce... ognuna ha un'altra donna per servirla, alla quale dice che è sposata, trattandosi e parlando come fossero marito e moglie"[28].
- 1577: l'olandese Trijn van de Leemput presumibilmente guida le donne di Utrecht contro gli spagnoli[29].
- 1580: Viene segnalata una donna per avere servito in abiti maschili nell'esercito portoghese in Angola, per un periodo di cinque anni prima che venisse scoperta.
- 1581: secondo i racconti popolari Brianda Pereira partecipa contro gli spagnoli durante la battaglia di Salga nelle Azzorre.
- 1584: Mary Ambree partecipa alla lotta contro gli spagnoli per la conquista della città di Gand in Belgio. Nel corso del tempo è stata scritta una ballata su di lei[30].
- 1587: Catharina Rose comanda un battaglione composto da sole donne durante l'assedio spagnolo di Sluis nelle Fiandre[31].
- 1587-89: una donna anonima serve in abiti maschili nell'esercito olandese[25].
- 1589: María Pita difende La Coruña contro l'armata della marina inglese[32].
- 1590: Françoise de Cezelli si distingue partecipando alla vittoria contro l'esercito spagnolo durante la battaglia di Leucate
- 1590: secondo i racconti popolari la giapponese Kaihime partecipa alla difesa del castello di Oshi.
- 1597: la svedese Ebba Stenbock serve come comandante del castello di Turku, in Finlandia, a seguito della morte del suo sposo.
- Tardo XVI secolo: la regina reggente Chand Bibi difende Ahmednagar contro le forze Moghul dell'imperatore Akbar[33].

### 1600-1650
- 1628: Glasmästare-Kerstin viene impiccata dopo che si scoprì che si era arruolata come soldato nell'esercito svedese.[34]

### 1651–1699
- Circa dalla metà alla fine del 1600: la poetessa pashtun Nazo Tokhi difende una fortezza.[35]
- 1652: Anna Maria Luisa d'Orléans, duchessa di Montpensier, spara i cannoni contro l'esercito di Turenne durante la Fronda[36]
- 1652–1653: Anna Jans serve nella Marina olandese come uomo durante la guerra contro l'Inghilterra[37]
- 1652–1653: Johanna / Jannetje Pieters serve nella marina olandese come uomo, Jan Pietersse, durante la guerra contro l'Inghilterra[38]
- 1652–1653: Adriana La Noy lavora come marinaio vestita da uomo nella Marina olandese.[39]
- 1653: Aagt de Tamboer serve nella marina olandese vestita da uomo.[25]
- 1653: Anna Alders serve nella marina olandese vestita da uomo.[25]
- 1653: la principessa di Moldavia, Ecaterina Cercheza, difende la città di Suceava contro l'assedio ottomano.[40]
- 1659: Anne Holck guida la difesa dell'isola danese di Langeland dopo la morte del marito contro gli svedesi durante la guerra dano-svedese (1658-1660).[41]
- 1659–1665: Willemtge Gerrits serve nella marina olandese come uomo[42]
- 1663: Annetje Barents serve nella marina olandese vestita da uomo con il nome di Klaas Barents.[25]
- 1665-1967: Jacoba Jacobs serve nella Marina olandese come Jacob Jacobs.[43][25]
- 1666: viene scoperto che Hendrick Albertsz nella marina olandese è una femmina vestita da maschio.[25]
- 1667: Engeltje Dirx serve nell'esercito olandese vestita da uomo.[25]
- 1670: Alena Arzamasskaia, una ribelle atamana russa, comandò un distacco di circa 600 uomini e partecipò alla cattura di Temnikov mentre era travestita da uomo.[44]
- 1672: Annetje Pieters serve nella marina olandese vestita da uomo; lo stesso anno, si scopre che un'altra donna sconosciuta ha fatto lo stesso.[25]
- 1672: Margaretha Sandra, così come molte altre donne, partecipano alla difesa della città olandese di Aardenburg contro i francesi.
- 1673: Elisabeth Someruell è nota per avere prestato servizio come Tobias Morello nell'esercito spagnolo.[25]
- 1673: Isabella Clara Gelvinck serve nell'esercito olandese vestita da uomo.[25]
- 1674: Francijntje van Lint serve nell'esercito olandese vestita da uomo.[25]
- 1676: Kong Sizhen succede al consorte come comandante militare imperiale cinese di Guanxi durante la ribellione di Wu Sangui.[45]
- 1676–1691: Geneviève Prémoy serve nell'esercito francese vestita da uomo.[46]
- 1677–1689: regno di Keladi Chennamma. Durante i dodici anni del suo regno respinse l'avanzata dell'esercito di Moghul guidato dal famigerato Aurangzeb dalla sua base militare nel regno di Keladi situato a Sagar in India.[47]
- 1679: Lisbetha Olsdotter viene processata per avere prestato servizio nell'esercito svedese sotto il nome di Mats Ersson.[34]
- 1684: Catharina Rosenbrock serve nell'esercito olandese e la marina vestita da uomo.[25]
- 1685–1688: Ilona Zrínyi difende il Castello di Palanok a Mukačevo contro le forze asburgiche.[48]
- 1688: Maria Jacoba de Turenne serve nell'esercito olandese vestita da uomo[49]
- 1696: la regina mongola Anu muore salvando il marito nella battaglia di Zuunmod[50]